# ジュール・レミ

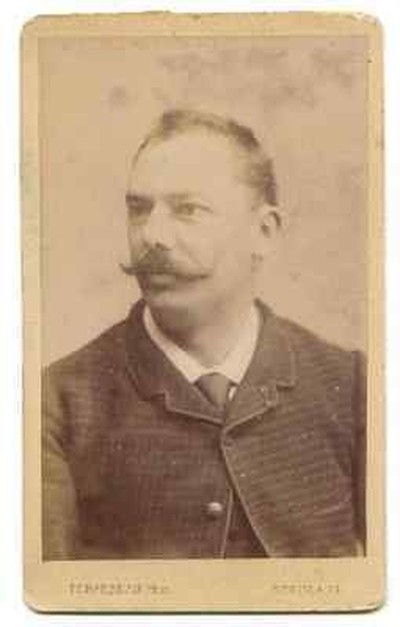
ジュール・レミ

ジュール・レミ（Jules Achille Rémy、1826年9月2日 - 1893年12月）はフランスの博物学者、旅行作家である。
マルヌ県のリヴリー＝ルヴェルシーの教師の息子に生まれた。シャロンの神学校で学んだ。ハワイ諸島、カナリア諸島、ブラジル、チリ、ボリビア、ペルー。オセアニアなどを旅した。ハワイでは王族、Elizabeth Kīnaʻuと面会し、狂信的な現地人から毒殺されそうになったり、ホノルルに3年間過ごし、カメハメハ3世と友人になり、ハワイ王国の役職に付くことを望まれたりした。イギリスの博物学者、ブレンチリー（Julius Brenchley）と知り合い、ともにカリフォルニアやグレートソルト湖、モルモン教徒の入植地を訪れた。レミは、モルモン興の歴史、宗教、道徳について後に出版した。その後南米を訪れ、アメリカ、カナダを経て帰国した。エジプトからモロッコの北アフリカの旅も行った。1863年にはチベットやヒンドスタンなど訪れ、ヒマラヤでの登山も行った。
1868年にルヴェルシーに戻り、結婚し、それまでの旅行記の執筆をはじめ、動植物や鉱物学の多くの著作を行った。フランスではある程度の評判を得て、ジュール・ベルヌの『グラント船長の子供たち』には著名な冒険家の1人として名前が上げられた。フランスの宗教史家、エルネスト・ルナンの著書、 "Histoire des origines du christianisme" ; Volume 2 "Les apôtres" (1866)にはレミの著書、 "Voyage au pays des Mormons"に対する言及が行われた。

## 著作
- Analecta Boliviana, seu genera et species plantarum in Bolivia crescentium (2 vol., Paris, 1846-'7) ;
- Monografia de las eompuestas de Chile (Paris, 1849, avec atlas) ;
- Ascension du Pichincha  (Châlons-sur-Marne, 1858) ;
- Récit d’un Vieux Sauvage pour servir l'histoire ancienne de Hawaii  (1859) (en français et en langue d’Hawaï) ;
- Voyage au pays des Mormons  (2 vol., Paris, 1860) ;
- Champignons et truffes  (1861) ;
- Ka Moolelo Hawaii : Histoire de l'archipel hawaïen» ;
- Introduction on the Physical, Moral, and Political Condition of the Country  (Paris, 1862) ;
- Pèlerinage d'un curieux au monastère bouddhiste de Pemmiantsi  (Châlons, 1880).